# Stanisław Cyganiewicz
Jan Stanisław „Zbyszko” Cyganiewicz (ur. 1 kwietnia 1881 w Jodłowej, zm. 23 września 1967 w Saint Joseph) – polski zapaśnik, wrestler i trener wrestlerów lepiej znany pod swoim pseudonimem ringowym jako Stanisław Zbyszko. Jest uważany za najbogatszego sportowca II Rzeczypospolitej. Wygrał prestiżowy turniej zapaśniczy w Paryżu i zdobył oryginalne mistrzostwo świata w wrestlingu. Po przejściu na emeryturę trenował wrestlerów na farmie w Missouri. Jest bratem innego polskiego zapaśnika i wrestlera, Władysława Cyganiewicza.

## Życiorys

### Młodość

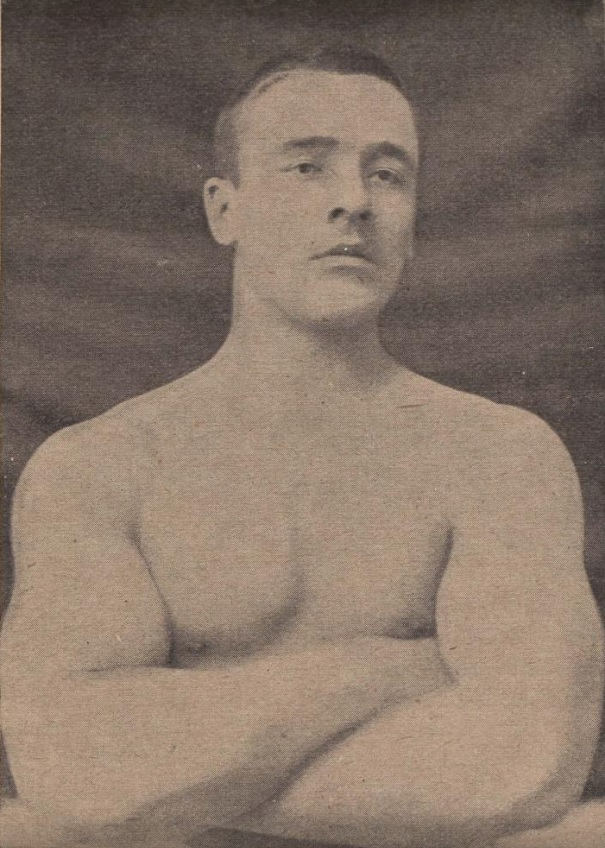
Stanisław Cyganiewicz w czasach gimnazjum

Urodził się 1 kwietnia 1881 jako Jan Stanisław Cyganiewicz we wsi Jodłowa w Królestwie Galicji i Lodomerii w Austro-Węgrzech. Jego ojciec był góralem i leśniczym spod Limanowej. W wieku przedszkolnym młody Cyganiewicz spędzał dużo czasu w lesie, gdzie uczył się żyć z naturą i ćwiczył kondycję fizyczną.
Pobierał nauki początkowe w Pilźnie. Następnie uczył się w pierwszym państwowym gimnazjum w Jaśle. Potem przeniósł się do gimnazjum w Stanisławowie. Tam poznał twórcę miejscowego Towarzystwa Gimnastycznego „Sokół” Włodzimierza Świątkiewicza, który nakłonił go do treningów w jego towarzystwie. Cyganiewicz ćwiczył pływanie, szermierkę i biegi krótkodystansowe. Po przeniesieniu się do gimnazjum św. Jacka w Krakowie trenował zapasy pod przewodnictwem naczelnika krakowskiego Sokoła Szczęsnego Rucińskiego. Przeszedł całkowity kurs praktyczny i teoretyczny walki francuskiej.

### Początki kariery zapaśniczej
W 1896 popadł w konflikt z ojcem, któremu nie podobało się oddanie syna zapasom. Jan Stanisław Cyganiewicz postanowił mimo to zostać zawodowym atletą. Aby opłacić edukację, w czasie wakacji odwiedzał cyrki i przyjmował wyzwania od pracujących w nich zapaśników, którzy oferowali nagrody pieniężne każdemu, kto ich pokona. Gdy do Stanisławowa przyjechał cyrk węgierski, Cyganiewicz zgłosił się do dyrektora cyrku, Chorwata Rosencwajga, aby zaproponować siebie w roli cyrkowego atlety. Ponieważ cyrk nie organizował turniejów, Cyganiewicz popisywał się podnoszeniem ciężarów, za co zarabiał 10 koron austro-węgierskich dziennie. Został zwolniony, kiedy zainteresowanie pokazami atletycznymi osłabło. Wkrótce jednak Rosencwajg ponownie skontaktował się z Cyganiewiczem, aby go poinformować, że do cyrku przyjechał wiedeński zapaśnik Adolf Specht, który zobowiązał się położyć każdego zgłaszającego się amatora. Ten, kto by go pokonał, miałby otrzymać w nagrodę 1000 koron. Rosencwajg poprosił Cyganiewicza o zachowanie pozycji defensywnej i wytrzymanie z przeciwnikiem w ringu przez 10 minut, za co zapłacił mu 10 koron. Następnego dnia Cyganiewicz miał wytrzymać w ringu 15 minut. Kolejnego dnia postanowił w końcu zaatakować i położył przeciwnika na łopatki w półtorej minuty. Otrzymał swoją gażę, ale niezadowolony dyrektor wyrzucił go za drzwi. Po powrocie do Krakowa ojciec pojednał się z synem pod warunkiem, że ten zrezygnuje z zapasów i odda się nauce. Jan Stanisław Cyganiewicz zrezygnował z występów publicznych, ale kontynuował treningi i opracował swój ulubiony manewr, który nazywał tylny pas lub żelazny pas.
Pseudonim Zbyszko przyjął na fali popularności głównego bohatera Krzyżaków Henryka Sienkiewicza, Zbyszka z Bogdańca. Od wieku nastoletniego Cyganiewicz był fanem Sienkiewicza.
W 1901, w czasie kiedy przymierzał się do egzaminu maturalnego, spotkał swojego idola, zapaśnika Władysława Pytlasińskiego, zwanego „ojcem polskich zapasów”, który zatrudnił go jako swojego partnera sparingowego. Po zaliczeniu egzaminu pisemnego, za namową partnera, Cyganiewicz pojechał z nim do Charlottenburga, gdzie obaj wzięli udział w turnieju. Tam Cyganiewicz doznał ciężkiej kontuzji kolana. Po powrocie do Krakowa zaliczył ustny egzamin maturalny. Po wyleczeniu się z kontuzji razem z Pytlasińskim wyruszył w trasę po cyrkach w Ciechocinku, Włocławku i Płocku, wówczas będących częścią Imperium Rosyjskiego.

### Edukacja wyższa

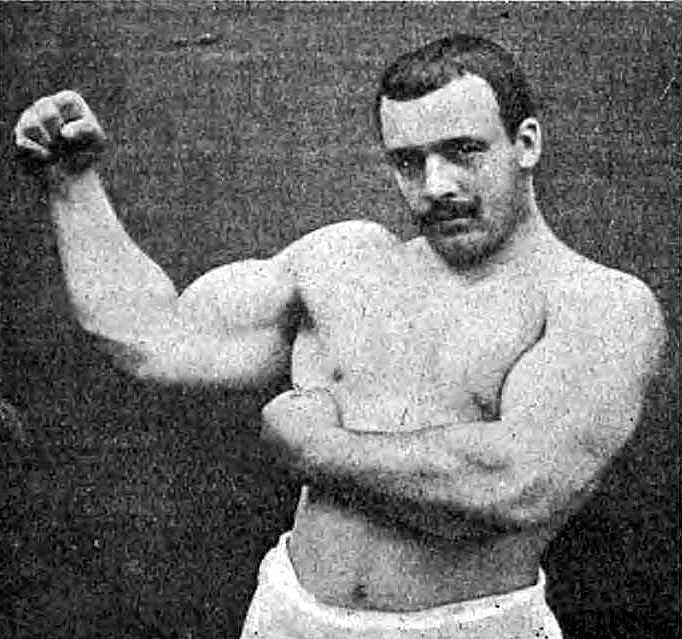
Stanisław Zbyszko w 1901

W 1901 wyjechał do Wiednia, gdzie studiował leśnictwo na uniwersytecie Universität für Bodenkultur i zapisał się do amatorskiego klubu atletycznego. Zaimponował innemu zapaśnikowi, Michaelowi Hitzlerowi, który nakłonił Cyganiewicza do wzięcia w organizowanym przez niego turnieju w Bukareszcie. Cyganiewicz wygrał ten turniej. Aby zarabiać na swoje studia, musiał ciągle wyjeżdżać, więc przeniósł się na studia prawnicze na Uniwersytecie Jagiellońskim w Krakowie, które umożliwiały naukę poza uniwersytetem. Nigdy nie ukończył edukacji wyższej. Miał duże uzdolnienia językowe, był poliglotą, w trakcie kariery opanował dość biegle dziesięć języków obcych.

### Udział w turniejach między 1903, a 1906
W 1903 przybył do Paryża, aby wziąć udział w turnieju zapaśniczym o mistrzostwo świata. Jego pierwszym przeciwnikiem był Niemiec Albert Sturm, którego pokonał po 49 minutach. To zwycięstwo przykuło uwagę innego niemieckiego zapaśnika, Georga Strenge’a, który zaczął pomagać Zbyszkowi w treningach. Drugim przeciwnikiem Zbyszka był znany ze swojego olbrzymiego wzrostu Serb Simon Antonicz, którego Zbyszko pokonał dzięki radom byłego impresaria Antonicza, Belga Jeana Dumonta. Walka przeciwko Antoniczowi trwała ogółem 1 godzinę i 27 minut. W swojej autobiografii Na ringach całego świata Zbyszko nazwał to swoim pierwszym i jednym z największych zwycięstw. W ciągu kolejnych 20 dni pokonał kolejnych 13 przeciwników, aż dotarł do finałów. Jego walka przeciwko Duńczykowi Jessowi Pedersenowi trwała półtorej godziny i zakończyła się bez położenia przeciwnika na łopatki. W związku z tym komisja zarządziła walkę na punkty. Pedersen wygrał jednym punktem, a później został zwycięzcą całego turnieju. Walkę o drugie miejsce Zbyszko stoczył przeciwko Raoulowi le Boucherowi. To starcie, również na punkty, wygrał Boucher. Ostatnią walkę, o trzecie miejsce, Zbyszko stoczył przeciwko Omerowi de Bouillon i wygrał. Następnie Cyganiewicz występował między innymi w Łodzi, Wilnie, Mińsku i Użhorodzie. Podróżował też po Europie, Ameryce i Indiach.
30 grudnia 1904 wyjechał z Krakowa na turniej do Hamburga. Przegrał spotkania z Jakubem Kochem, Absem II, Beaukeroisem oraz Romanowowem i zajął piąte miejsce.
W 1905, po ukończeniu 24 roku życia, zgodnie z obowiązującym prawem austriackim, powołano go do służby wojskowej. Wstąpił jako jednoroczny ochotnik do 13 pułku piechoty w Krakowie. Po krótkim czasie skierowano go na lekarską superrewizję i w maju 1906 zwolniono, uznając, że nie nadaje się do służby wojskowej.
W 1906 ponownie wziął udział w turnieju o światowe mistrzostwo w Paryżu. Pokonał między innymi Turka Ahmeda Madrali i Estończyka Georga Luricha. Zdobył pierwszą nagrodę w sumie 5000 franków francuskich i swój pierwszy tytuł mistrza świata.

### Rywalizacja z Iwanem Poddubnym

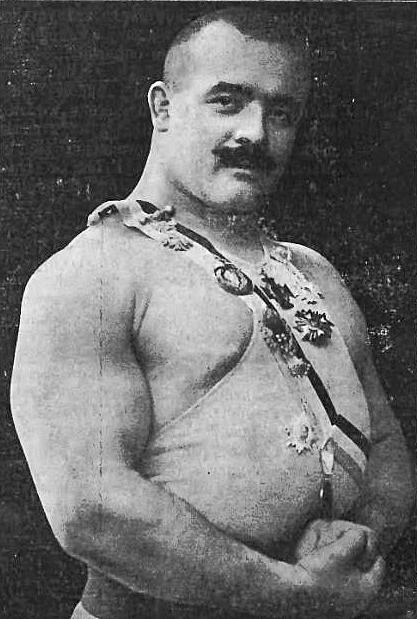
Stanisław Zbyszko w 1906

Po mistrzostwach świata wyjechał do Petersburga, aby rzucić wyzwanie Iwanowi Poddubnemu, który ogłosił się największym człowiekiem w Rosji. Ich walka trwała dwie godziny i zakończyła się bez rozstrzygnięcia. Rewanż miał miejsce 7 grudnia 1907 w Londynie. Poddubny nie chciał przegrać przez położenie na łopatki, więc gdy w trakcie walki uznał, że nie da rady wygrać uczciwie, zaczął stosować chwyty niedozwolone, takie jak wybicie zęba, wykręcanie palca i kopanie w nogę. W 47 minucie został zdyskwalifikowany przez sędziego, a Zbyszko został zwycięzcą walki i wygrał 30000 franków. Za te pieniądze zwycięzca kupił sobie dom w Krakowie przy ulicy Wolskiej.

### Pierwsze tournée po Stanach Zjednoczonych
Po 1907 Zbyszko wyjechał do Buffalo w stanie Nowy Jork w Stanach Zjednoczonych. Jego celem było zmierzenie się z George’em Hackenschmidtem, którego pokonanie uchodziło wówczas za prestiżowe osiągnięcie. W Stanach Zbyszko był nazywany The powerful son of Poland (z ang. Potężny syn Polski). Najpierw jednak zmierzył się z wieloma innymi amerykańskimi zawodnikami, w tym z posiadaczem oryginalnego wolnoamerykańskiego mistrzostwa świata Frankiem Gotchem, z którym wytrzymał godzinę w ringu. Następnie przeniósł się do Chicago, gdzie znajdowała się najliczniejsza Polonia. Jego pierwszy występ w tym mieście ściągnął 15 tysięcy widzów do Chicago Coliseum. Jednego dnia pokonał trzech przeciwników – pierwszego w dwie i pół minuty, drugiego w 5 minut, a trzeciego, Charlesa Cutlera, w 22 minuty. Cutler zażądał rewanżu. W pierwszym spotkaniu Zbyszko pokonał go po 46 minutach, a w drugim po czterech. Następnie Zbyszko pokonał między innymi Henry’ego Ordemanna w Minneapolis, Jessa Westergaarda w Saint Paul i Duluth, Americusa w Kansas City, i Freda Beela w Milwaukee. Odwiedził też między innymi Detroit. W Chicago pokonał Youssoufa Mahmuta w starciu trwającym godzinę.
W lipcu 1910 podpisał kontrakt na walkę z Frankiem Gotchem. Przegrał ją przed liczną widownią po 26 minutach. Druzgocąca porażka sprawiła, że Zbyszko był oskarżany o oszustwo i przekupstwo. Sam Zbyszko ocenił w swojej autobiografii Na ringach całego świata, że do jego szybkiej przegranej przyczyniły się między innymi zły stan psychiczny spowodowany niedawną śmiercią ojca, niedostateczna znajomość amerykańskiego sposobu walki oraz utrata wagi i ogólne osłabienie. Od przybycia do Stanów Zjednoczonych Zbyszko dużo podróżował pociągami i miał mało czasu na trening, przez co stracił 50 funtów masy. Klęska skłoniła go do zakończenia kariery zapaśniczej i powrotu do Krakowa, gdzie zamieszkał z rodziną.

### Rywalizacja z The Great Gamą

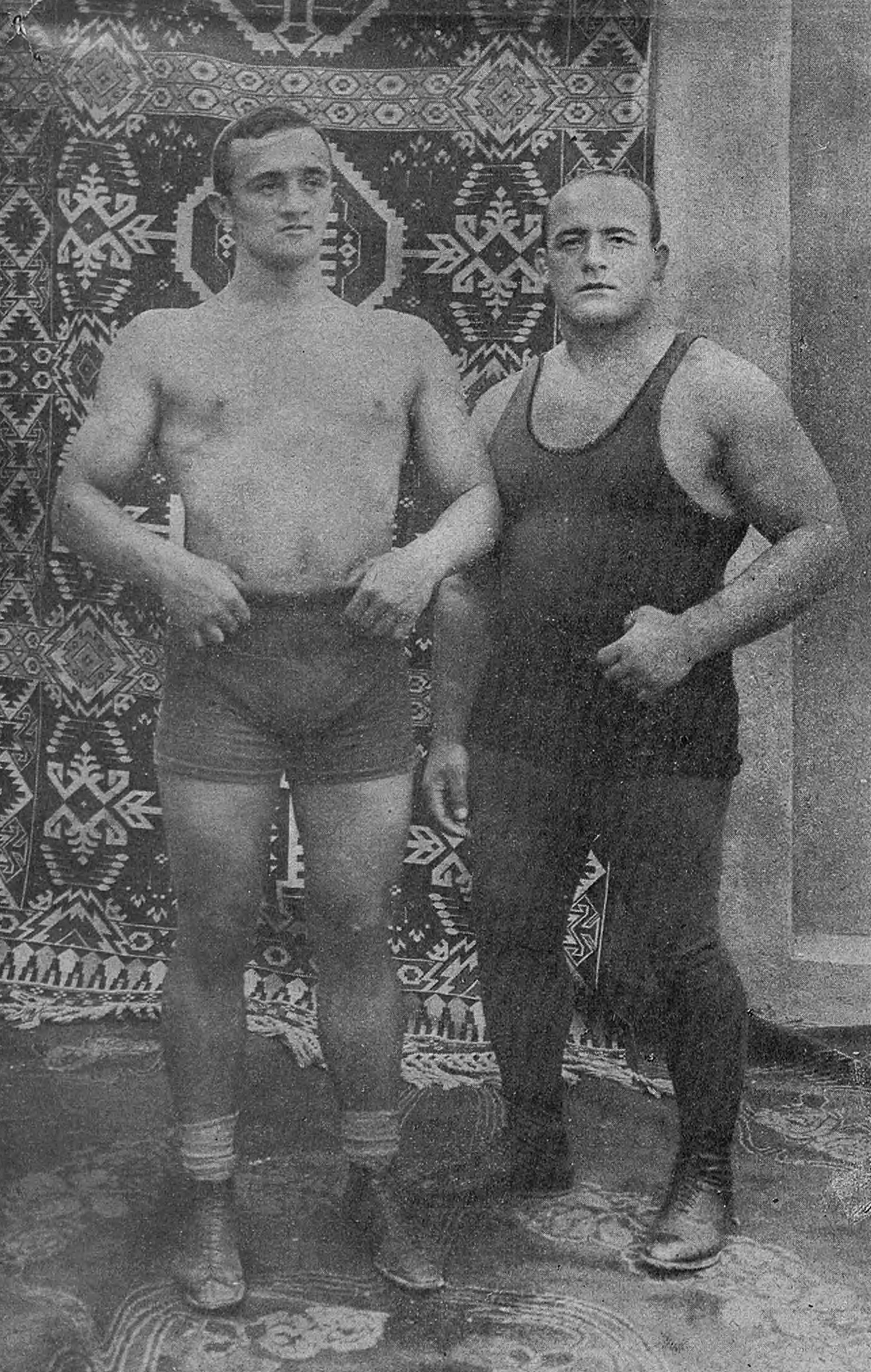
Stanisław i Władysław Cyganiewiczowie w Krakowie (1911)

Po zakończeniu kariery w 1910, gdy Zbyszko przebywał w Krakowie, hinduski zapaśnik The Great Gama objeżdżał świat, jak sam mówił, po skalpy Franka Gotcha, George’a Hackenschmidta i Stanisława Zbyszko. Wielokrotnie wystosowywał do nich wyzwania. Zbyszko nie zamierzał jednak wracać do kariery zapaśniczej. Wkrótce odwiedził go promotor Jack Curley, z ofertą pracy jako trener Bena Rollera, który miał się zmierzyć z Gamą. Ponieważ trening wymagał kosztów i wiele czasu, Zbyszko i Roller zebrali fundusze organizując pojedynek w Wiedniu. Zbyszko pokonał Rollera w około godzinę. Potem on i jego brat Władysław Cyganiewicz wyjechali do Anglii, aby trenować Rollera. Tam Zbyszko zgłosił się do redaktora gazety John Bull Horatia Bottomleya i podpisał z nim kontrakt, mocą którego zobowiązał się do walki z Gamą po sześciu tygodniach treningu. Walka miała odbyć się w Londynie w dzielnicy Shepherd’s Bush na stadionie olimpijskim White City Stadium.
Walka The Great Gamy z Benem Rollera i brata Gamy Imama Buxa z Johnem Lemmem odbyła się w Teatrze Alhambra w Londynie. Roller przegrał w 9 minut i został hospitalizowany.
Zbyszko z Gamą spotkali się zgodnie z planem. Ich walka trwała 3 godziny. Sędzia przerwał ją, ponieważ było już tak późno i ciemno, że z widowni nie było widać zapaśników. Obaj zawodnicy zgodzili się uznać walkę za nierozstrzygniętą.

### Powrót do kariery zapaśniczej
Po walce z Gamą Zbyszko powrócił do Krakowa. Postanowił wrócić do czynnej kariery zapaśniczej i wkrótce wraz z bratem Władysławem Cyganiewiczem, który kończył szkołę średnią i też trenował zapasy, wyjechał do Stanów Zjednoczonych. Wyzywał na pojedynki różnych zapaśników i domagał się rewanżu z Frankiem Gotchem. Gotch jednak wkrótce ogłosił zakończenie swojej kariery. W połowie maja 1912 Zbyszko wrócił do Europy i wziął udział w trwającym 6 tygodni turnieju warszawskim. Tymczasem promotor Jack Curley nakłonił Gotcha do walki z George’em Hackenschmidtem i pod koniec turnieju warszawskiego poprosił Zbyszka o pomoc w treningu. Zbyszko zgodził się i w 1912 oraz 1913 spędził kilka tygodni w rezydencji Hackenschmidta w angielskim mieście portowym Shoreham-by-Sea, wraz z Benem Rollerem i Jacobem Kochem.

### World Heavyweight Wrestling Championship

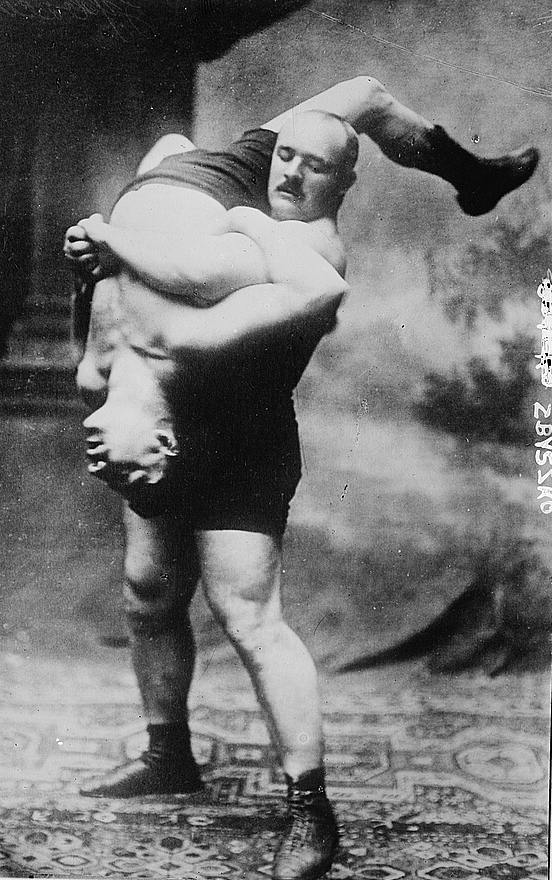
Stanisław Zbyszko (stojący) w 1913

Pomimo że profesjonalne walki zapaśnicze przed II wojną światową były uważane za autentyczny sport, niektóre pojedynki Zbyszka są uważane przez część historyków za ustawione, kwalifikujące się jako rozrywka sportowa zwana wrestlingiem. Za takie uważane są między innymi jego walki o amerykański pas mistrzowski World Heavyweight Wrestling Championship.
7 maja 1914 w Kansas City w stanie Missouri zdobył częściowo uznawane mistrzostwo World Heavyweight Wrestling Championship, pokonując mistrza Americusa. W październiku wyjechał ze Stanów Zjednoczonych do Królestwa Galicji i Lodomerii, w związku z czym był niezdolny do bronienia tytułu i musiał je zwakować. W trakcie wojny stracił dużą część swojego majątku, co w 1918 skłoniło go do powrotu do Stanów Zjednoczonych i wznowienia kariery wrestlerskiej.
6 maja 1921 w Nowym Jorku pokonał mistrza Eda Lewisa i po raz pierwszy oficjalnie przejął mistrzostwo World Heavyweight Wrestling Championship. Lewis ponownie przejął tytuł, pokonując Zbyszko 3 marca 1922 w Wichita w Kansas. Zbyszko odzyskał mistrzostwo, pokonując kolejnego mistrza, Wayne’a Munna, 5 kwietnia 1925 w Kansas City w Missouri. Utracił tytuł, przegrywając go 30 maja 1925 w walce przeciwko Joe Stecherowi w Filadelfii w stanie Pensylwania.
Dzięki występom w Stanach Zjednoczonych odzyskał majątek i był najbogatszym sportowcem II Rzeczypospolitej.

### Życie po zakończeniu kariery
Zbyszko zakończył aktywną karierę zapaśniczą i wrestlerską w 1935, a ostatnią walkę stoczył w 1939.
W 1932 zagrał samego siebie w filmie Madison Square Garden Harry’ego Joego Browna, a w 1950 zagrał zapaśnika "Gregoriusa" w filmie Noc i miasto Julesa Dassina.
W 1937 napisał książkę autobiograficzną „Na ringach całego świata”, wydaną w Polsce w 1937.
Wraz z bratem, Władysławem Cyganiewiczem, zajął się trenowaniem innych wrestlerów. Bracia prowadzili ośrodek szkoleniowy na ich farmie w stanie Missouri. Ich uczniami byli między innymi Harley Race i Johnny Valentine. Stanisławowi Zbyszkowi przypisuje się też odkrycie w Ameryce Południowej Antonina Rocca i zrobienie z niego gwiazdy wrestlingu.

## Śmierć i upamiętnienie

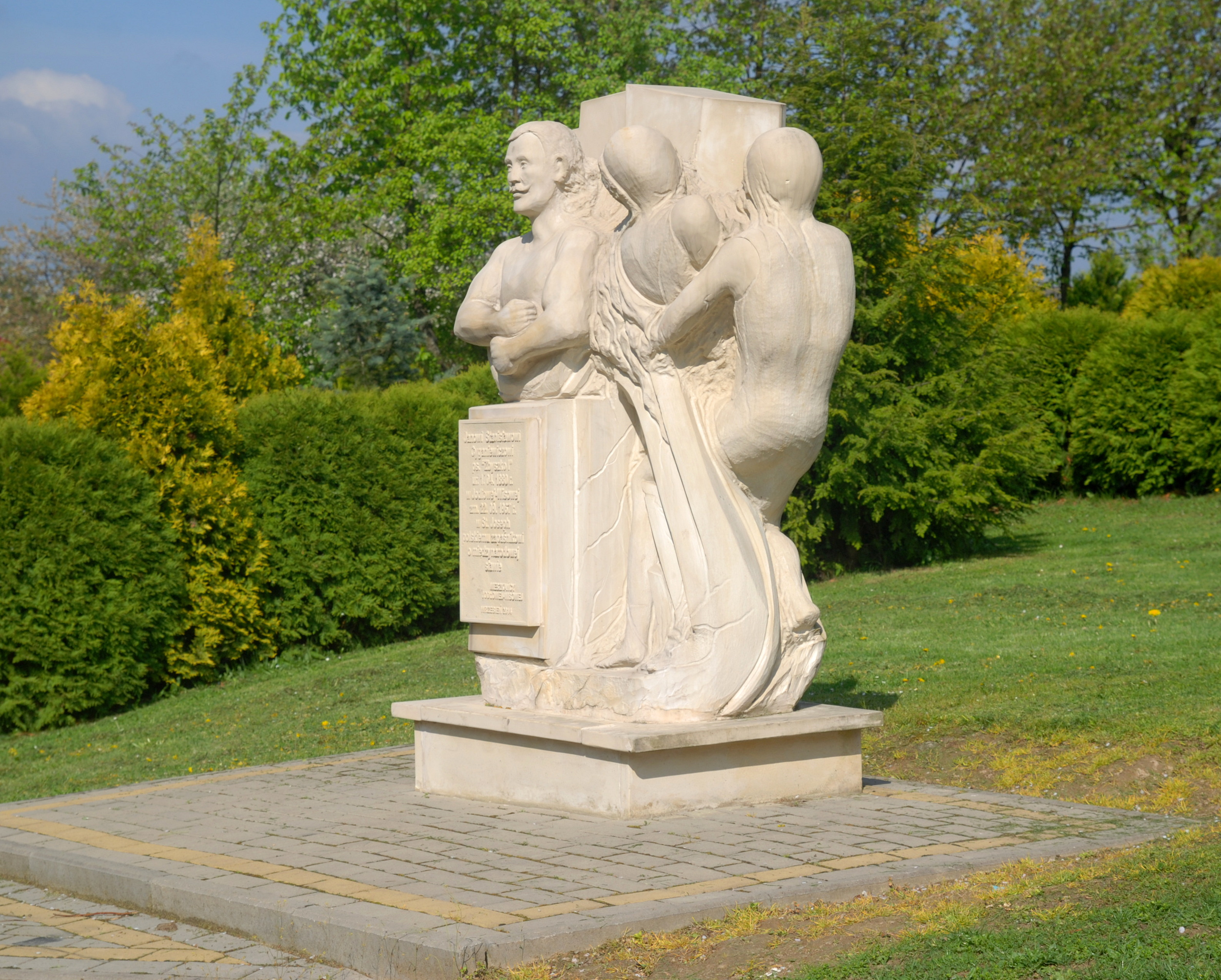
Pomnik Stanisława Cyganiewicza w Jodłowej

Pod koniec życia chorował na serce. Zmarł z powodu zawału mięśnia sercowego 23 września 1967 w Saint Joseph w stanie Missouri. Po jego śmierci amerykański dziennik The New York Times poświęcił mu tekst na pierwszej stronie.
Ku jego pamięci, występujący w latach 70. i 80. XX wieku, wrestler Larry Zbyszko przyjął jego pseudonim ringowy.
Jego życiorys posłużył Filipowi Bajonowi do nakręcenia filmu Aria dla atlety z 1979. W rolę głównego bohatera, inspirowanego Cyganiewiczem Władysława Góralewicza, wcielił się Krzysztof Majchrzak.
W 1996 został dołączony do galerii sławy Wrestling Observer Newsletter Hall of Fame, a w 2003 Professional Wrestling Hall of Fame and Museum.
W Dębicy, gdzie działała drużyna Wisłoki Dębica zapaśników w stylu klasycznym, organizowano turniej zapaśniczy im. Z. Cyganiewicza. We wsi Jodłowa, w której się urodził, pamięć Zbyszka uhonorowano pomnikiem. W dniu 23 czerwca 2018 r. Szkole Podstawowej nr 3 w Jodłowej nadano imię Zbyszka Cyganiewicza.

## Mistrzostwa i osiągnięcia
- Niezależna mistrzostwa
  - World Greco-Roman Heavyweight Championship (1 raz)
  - World Heavyweight Wrestling Championship (3 razy, w tym 2 powszechnie uznawane)[1]
- Professional Wrestling Hall of Fame and Museum
  - Wprowadzony w 2003[7]
- Wrestling Observer Newsletter
  - Wrestling Observer Newsletter Hall of Fame (1996)[1]